# Delmenhorst
Delmenhorst (dolnoniem. Demost) − miasto na prawach powiatu w Niemczech, położone w kraju związkowym Dolna Saksonia. Liczy ok. 74,8 tysiąca mieszkańców. Działa tutaj wiele zakładów przemysłowych, produkujących m.in. maszyny, odzież, produkty spożywcze i wykładziny z tworzyw sztucznych.

## Historia
Historia miasta sięga XIV wieku, kiedy to otrzymało prawa miejskie.

## Turystyka
Atrakcje turystyczne to m.in. zabytkowy ratusz i muzeum w dawnej przędzalni. Dwa razy do roku odbywa się tu także jarmark (Kramermarkt) połączony z wieloma festynami.

## Współpraca
- Francja: Allones
- Rosja: Borisoglebsk
- Brandenburgia: Eberswalde
- Dania: Kolding
- Polska: Lublin

## Komunikacja
W mieście znajduje się stacja kolejowa Delmenhorst.

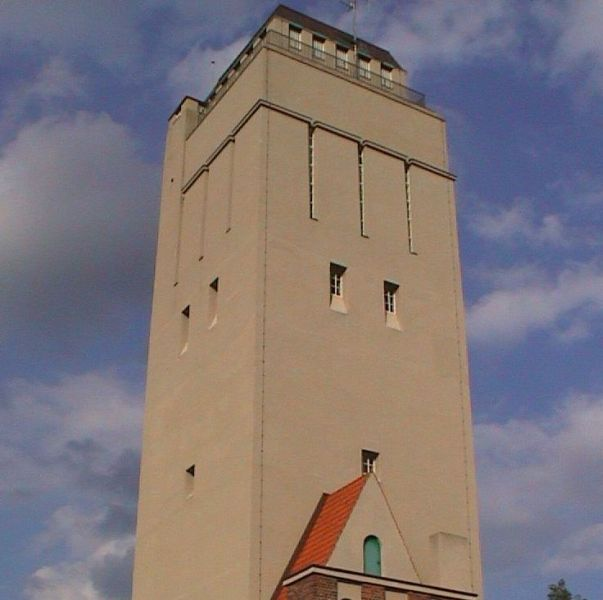
Wieża ciśnień w Delmenhorst